# 夏娃的女儿
《夏娃的女儿》是巴尔扎克的小说，1838年12月至1839年1月在《世纪报》上连载，1839年8月苏弗兰书屋出版成册，1842年收入菲讷版《人间喜剧》的《私人生活场景》。
《幽谷百合》中的英雄费利克斯·德·旺德奈斯在这部小说里首度出场。费迪南·杜·蒂耶也是首度出场。杜·蒂耶的妻子是格朗维尔伯爵的女儿，玛丽-欧也妮·德·旺德奈斯的姐姐。